# L'Oronella
|  | Aquest article tracta sobre l'associació històrica. Si cerqueu l'editorial, vegeu «Editorial L'Oronella». |

L'Oronella fou una entitat cultural valenciana fundada el 1888 per Constantí Llombart inicialment com a club excursionista i que pretenia ser una alternativa a Lo Rat Penat, fundada per ell mateix el 1878, i a la qual s'oposà pel seu apoliticisme i submissió a la monarquia alfonsina de la majoria dels seus dirigents. Va atraure membres de conegudes idees republicanes i progressistes, com Vicent Blasco Ibáñez, Francesc Badenes i Dalmau, Constantí Gómez i Salvador, Francesc Barber i Bas, Ramon Andrés i Cabrelles, Pere Bonet i Alcantarilla i Josep Maria Puig i Torralva, però es va dissoldre poc després.